# 金玉兰广场
金玉兰广场是位於中國上海市黃浦區打浦橋街道打浦路1號的具有商務和娛樂功能的建築群。占地面积13672平方米，建筑面积97195平方米、由2幢楼、21幢4层裙房及1个广场组成。

## 歷史
金玉蘭廣場於1995年3月28日开工，1998年1月18日竣工，1998年6月18日营业。在日月光中心竣工之前，金玉兰广场是打浦桥的娛樂中心。2015年9月4日，金玉兰广场一部露天自动扶梯出現故障。